# Скоби (лунный кратер)
Кратер Скоби (лат. Scobee) — крупный древний ударный кратер в северо-восточной части чаши огромного кратера Аполлон на обратной стороне Луны. Название присвоено в честь американского астронавта, члена экипажа погибшего в катастрофе космического корабля «Челленджер», Фрэнсиса Ричарда Скоби (1939—1986) и утверждено Международным астрономическим союзом в 1988 г. Образование кратера относится к нектарскому периоду. 

## Описание кратера

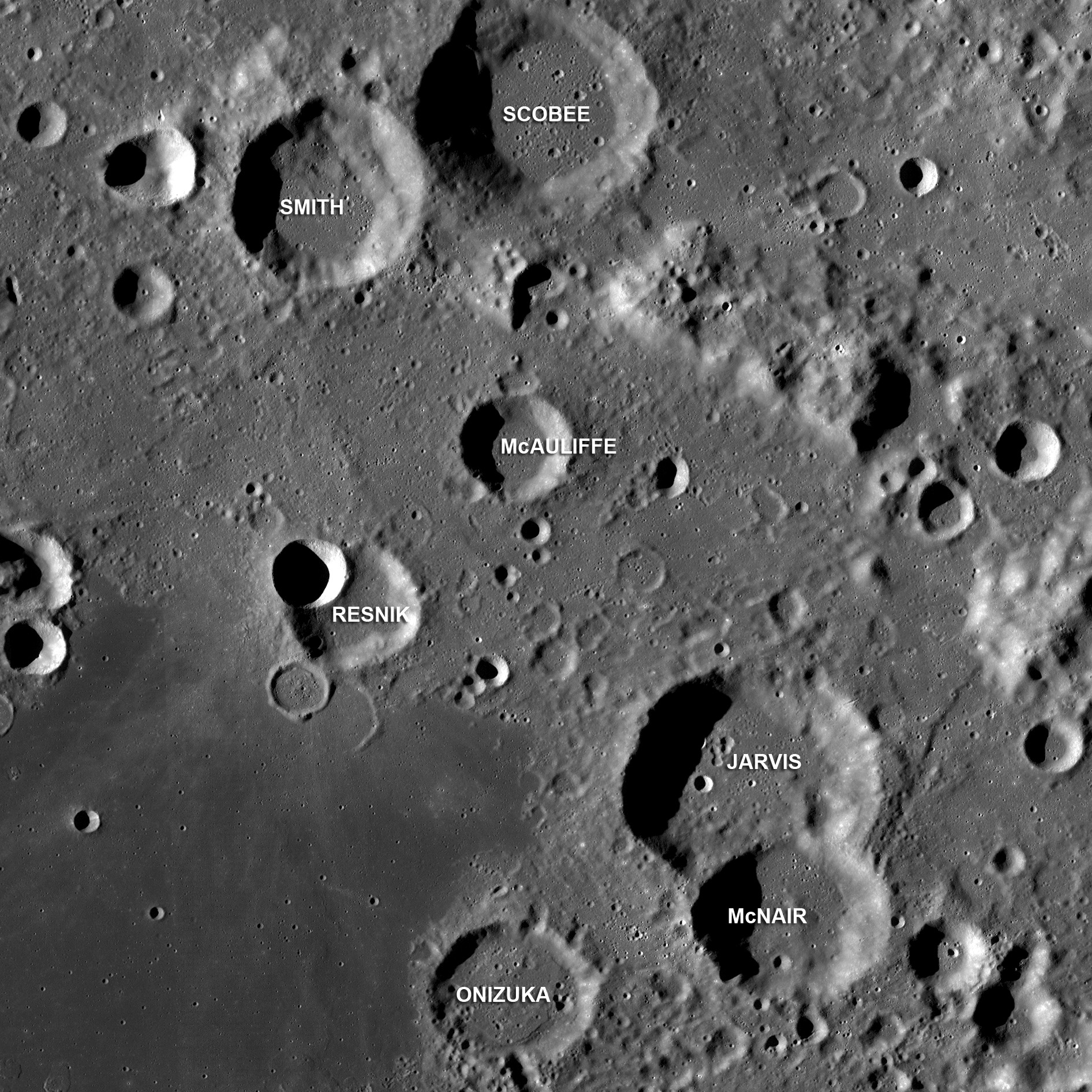
Окрестности кратера Скоби. Снимок зонда Lunar Reconnaissance Orbiter.

Ближайшими соседями кратера Скоби являются кратер Смит прилегающий к нему на западе-юго-западе; кратер Барринджер на севере и кратер Мак-Олифф на юге. Селенографические координаты центра кратера 31°22′ ю. ш. 149°38′ з. д. / 31,36° ю. ш. 149,64° з. д., диаметр 41,5 км, глубина 2,2 км.

Кратер Скоби имеет циркулярную форму c небольшим выступом в северной-северо-западной части и значительно разрушен. Вал сглажен, в северо-западной части перекрыт группой мелких кратеров, внутренний склон гладкий, в восточной части просматриваются остатки террасовидной структуры. Высота вала над окружающей местностью достигает 1030 м, объем кратера составляет приблизительно 1200 км³.  Дно чаши ровное, испещрено множеством мелких кратеров, не имеет приметных структур.

До получения собственного наименования в 1988 г. кратер имел обозначение Барринджер L (в системе обозначений так называемых сателлитных кратеров, расположенных в окрестностях кратера, имеющего собственное наименование).

## Сателлитные кратеры
Отсутствуют.

## См.также
- Список кратеров на Луне
- Лунный кратер
- Морфологический каталог кратеров Луны
- Планетная номенклатура
- Селенография
- Минералогия Луны
- Геология Луны
- Поздняя тяжёлая бомбардировка